# Bảo Lạc (xã)
Bảo Lạc là xã thuộc tỉnh Cao Bằng, Việt Nam.

## Địa lý
Thị trấn Bảo Lạc nằm ở phía bắc huyện Bảo Lạc, có vị trí địa lý:
- Phía đông giáp xã Cô Ba và xã Khánh Xuân
- Phía tây giáp xã Hồng Trị và xã Thượng Hà
- Phía nam giáp xã Hồng Trị và xã Phan Thanh
- Phía bắc giáp xã Thượng Hà.

Thị trấn Bảo Lạc có diện tích 14,79 km², dân số năm 2019 là 4.771 người, mật độ dân số đạt 323 người/km².
Thị trấn Bảo Lạc có tuyến Quốc lộ 34 nối với thành phố Cao Bằng và tỉnh Hà Giang, ngoài ra, tuyến tỉnh lộ 217 cũng đi qua địa bàn thị trấn. Sông Gâm chảy qua thị trấn theo hướng đông nam–tây bắc, sông Nhi A hợp lưu với sông Gâm trên địa phận thị trấn. Ngoài sông Gâm, trên địa bàn thị trấn còn có suối Neo và suối Pác Pẹt. Núi chính trên địa bàn là núi Khuổi Tậu.

## Hành chính
Thị trấn Bảo Lạc được chia thành 7 tổ dân phố: 1, 2, 3, 4, 5, 6, 7.

## Lịch sử
Sau năm 1975, Bảo Lạc là thị trấn huyện lỵ của huyện Bảo Lạc.
Ngày 13 tháng 12 năm 2007, Chính phủ ban hành Nghị định 183/2007/NĐ-CP về việc mở rộng thị trấn Bảo Lạc trên cơ sở:
- Điều chỉnh 304 ha diện tích tự nhiên và 498 nhân khẩu của xã Hồng Trị
- Điều chỉnh 215 ha diện tích tự nhiên và 162 nhân khẩu của xã Thượng Hà.

Sau khi điều chỉnh, thị trấn Bảo Lạc có 1.103 ha diện tích tự nhiên và 3.447 người.
Đến năm 2019, thị trấn Bảo Lạc được chia thành 10 tổ dân phố, đánh số từ 1, 2, 3, 4, 6, 7, 8, 9, 10, 11 và 4 xóm: Nà dường,Nà Pằn, Nà Phạ, Nà Sài.
Ngày 9 tháng 9 năm 2019, Hội đồng Nhân dân tỉnh Cao Bằng ban hành Nghị quyết số 27/NQ-HĐND về việc:
- Sáp nhập một phần tổ dân phố 1 vào tổ dân phố 2
- Sáp nhập tổ dân phố 10 vào phần còn lại của tổ dân phố 1
- Sáp nhập tổ dân phố 4 vào tổ dân phố 3
- Sáp nhập tổ dân phố 9 và xóm Nà Sài thành tổ dân phố 4
- Sáp nhập tổ dân phố 8 và xóm Nà Pằn thành tổ dân phố 5
- Sáp nhập tổ dân phố 11 vào tổ dân phố 6
- Sáp nhập xóm Nà Phạ vào tổ dân phố 7.